# Shamela Hampton
Pour les articles homonymes, voir Hampton.
Shamela Hampton, née le 23 août 1987 à Colorado Springs, Colorado, est une joueuse de basket-ball de grande taille (2,03 m).

## Biographie
Diplômée d'UNLV, elle n'est pas draftée et joue une saison en Grèce à GAC Eunikos.
À Lucca en 2010-2011, elle inscrit en moyenne 11,3 points, 7,0 rebonds et 0,2 passe décisive en 32 minutes de jeu dans le championnat italien , puis 9,9 points, 6,3 rebonds et 0,5 passe en 29 minutes la saison suivante
Toujours dans le championnat italien, mais avec Orvieto en 2012-2013, elle inscrit 16,1 points, 8,8 rebonds et 0,9 passe décisive en 33 minutes de jeu.
Début mai 2013, elle signe pour le club français de Nantes-Rezé, mais elle est remerciée après six rencontres.
Pendant l'été 2015, elle signe avec le club israélien d'ASA Jerusalem, après commencé la saison 2014-2015 au Maccabi Ashdod et l'avoir fini au Maccabi Ramat Hen (17,3 points, 8,3 rebonds en 17 rencontres).

## Équipes hors WNBA
- ?-2009:  Sierra High School
- 2005-2009 :  Rebels d'UNLV
- 2009-2010 :  GAC Eunikos
- 2010-2012 :  Basket Femminile Le Mura Lucca
- 2012-2013 :  Cestistica Azzurra Orvieto
- 2013-2014 :  Nantes Rezé Basket
- 2013-2014 :  A.S. Ramat-Hasharon
- 2014-2015 :  Maccabi Ashdod
- 2014-2015 :  Maccabi Ramat Hen
- 2015-2016 :  ASA Jerusalem